# Louis Durand (peintre)
Pour les articles homonymes, voir Durand.
Ne doit pas être confondu avec Louis Durand.
Louis Durand, né le 23 avril 1817 à Vevey et mort le 25 juin 1890 à Lausanne, est un peintre suisse.

## Biographie

### Origines et famille
Jean-Étienne-Louis Durand naît le 23 avril 1817 à Vevey, dans le canton de Vaud. Il est le fils d'Étienne Louis Ferdinand Durand et de Jeanne Sophie Dupraz.
Il épouse Fanny Louise Charlotte Emma Dilly, dont il a au moins deux enfants : le futur peintre Marie Durand et un avocat à Lausanne.

### Pastorat
Pasteur consacré en 1840, puis suffragant en 1845, il démissionne pour s'installer à Vallon-Pont-d'Arc, en Ardèche. Auguste Sabatier y est l'un de ses catéchumènes. Il est ensuite pasteur à Anduze, dans le Gard, puis à Vevey à partir de 1858. 
Il est par la suite professeur de dogmatique à la faculté de théologie de l'Université de Lausanne. 

### Parcours artistique
Grand amateur d'art, il est l'élève de Théophile Alexandre Steinlen.
Il expose à Lausanne entre 1874 et 1884.

### Mort
Il meurt d'une pneumonie le 25 juin 1890 à Lausanne à l'âge de 73 ans.